# フローリン
フローリン (florin) とは、オランダやドイツ諸邦、イギリスなどで使用された通貨の単位で、ギルダー（グルデン）とも呼ばれる。

## 歴史
フローリンという通貨単位は1252年イタリアのフィレンツェ共和国が発行したフローリン金貨 (fiorino d’oro、フィオリーノ金貨とも) に由来している。この金貨は純金56グレインを含むもので、この金貨の鋳造によりヨーロッパの近代貨幣史が始まるとされている。同様の金貨にヴェネツィア共和国発行のドゥカート（ダカット）金貨がある。
これ以後、各国でフローリン金貨を模した金貨が発行されたが、フローリン銀貨が発行されたのは18世紀以降のことである。

## 各国のフローリン
オランダでは20ストゥイベル、ドイツでは60クロイツァーに相当し、イギリスでは24ペンス（1/10ポンド・2シリング）に相当した。
イギリスでは、1847年に十進法通貨制度を模索した時期があり、この時に1/10ポンド（2シリング）に相当する補助通貨としてフローリンが採用された。他の単位の候補としては、centum、decade などがあった。